# Прокопчук, Александр Васильевич
Александр Васильевич Прокопчук (род. 18 ноября 1961, Коростень, Житомирская область, УССР, СССР) — российский государственный деятель. Начальник Национального центрального бюро Интерпола Министерства внутренних дел Российской Федерации с 14 июня 2011 года, вице президент Интерпола с 10 ноября 2016 года. Генерал-майор полиции (2003), кандидат экономических наук.

## Биография
Родился 18 ноября 1961 года в городе Коростень Житомирской области. Мать — Алла Афанасьевна, преподаватель немецкого языка. Отец работал инженером-конструктором на заводе «Химмаш». Окончил Киевский государственный университет по специальности «Романо-германские языки и литература» в 1983 году. Владеет английским, немецким, французским, итальянским, польским языками.
Начинал карьеру в комсомольских организациях Украинской ССР, работал в Житомирском обкоме комсомола.
В 1986 году переехал в Москву вместе с назначенным первым секретарём Центрального комитета ВЛКСМ Виктором Мироненко.
С начала 1990 годов работал в Управлении международного сотрудничества Госкомитета РФ по высшему образованию, в 1993—1995 годах был помощником председателя Государственного комитета РФ по высшему образованию Владимира Кинелёва, заместителем начальника Управления международного сотрудничества Министерства общего и профессионального образования РФ; занимался вопросами организации международных академических обменов студентов и учащихся.
С 1996 года — в налоговых и правоохранительных органах. Занимал должности руководителя Департамента кадровой политики, начальника Управления внутренней безопасности и защиты информации министерства РФ по налогам и сборам, первого заместителя начальника Главного управления безопасности и борьбы с коррупцией, начальника Управления информации и общественных связей Федеральной службы налоговой полиции Российской Федерации.
В 2000 году окончил Всероссийскую государственную налоговую академию по специальности «юриспруденция».
Кандидат экономических наук.
С 2003 года служит в органах внутренних дел. Занимал должности — начальника Федеральной службы по экономическим и налоговым преступлениям МВД России; начальника управления правового регулирования и организации международного взаимодействия Департамента экономической безопасности МВД России.
28 августа 2003 года указом Президента России присвоено звание «генерал-майор милиции».
12 мая 2006 года Прокопчук назначен заместителем начальника Национального Центрального Бюро Интерпола при МВД России — начальником Российского национального контактного пункта по взаимодействию с Европолом.
14 июня 2011 года указом президента России генерал-майору милиции Прокопчуку Александру Васильевичу присвоено специальное звание «генерал-майор полиции». Тем же указом назначен начальником Национального центрального бюро Интерпола Министерства внутренних дел Российской Федерации.
10 ноября 2016 года на 85-й Генеральной Ассамблее Интерпола, начальник Национального центрального бюро Интерпола МВД России генерал-майор полиции Александр Прокопчук преимущественным большинством голосов избран на пост вице-президента Интерпола от Европы. Прокопчук стал первым гражданином России, занявшим высокий руководящий пост в Интерполе с момента вступления в данную организацию. Окончание полномочий — в 2019 году.
Прокопчук являлся кандидатом на пост главы Интерпола на выборах 21 ноября 2018 года, после того как в начале октября пропал в Китае предыдущий глава организации Мэн Хунвэй. По данным газеты The Times, Прокопчук являлся «фаворитом» в борьбе за эту должность. Однако избран был представитель Южной Кореи Ким Чон Ян.
Младший брат Игорь Прокопчук (род 1968) — украинский дипломат, постоянный представитель Украины при международных организациях в Вене (2010—2019).

## Награды
Участник боевых действий, награждён именным оружием, имеет государственные и ведомственные награды. Почётный сотрудник МВД России.